# ILok
La llave iLok or InterLok es un método Protección de copia creado y desarrollado por PACE Anti-Piracy que utiliza una "mochila" USB y un sistema de registro en línea. Autoriza a un usuario con la licencia de una aplicación a usar las aplicaciones licenciadas en diferentes equipos sin necesidad de adquirir autorización individual para cada equipo solamente con quitarla de un equipo y ponerla en el otro equipo.
La llave iLok está incluida en el paquete de venta de algunas aplicaciones o con hardware específico, también se puede comprar por separado.